# Liste von Kunstwerken im öffentlichen Raum in Viersen
Hier werden die frei zugänglichen Kunstwerke in Viersen aufgelistet. Viele der Kunstwerke sind Teil der Skulpturensammlung Viersen.

## Alt-Viersen
| Titel                                     | Künstler                                    | Aufstellung | Standort                                                                                    | Koordinaten             | Beschreibung | Bild           |
| ----------------------------------------- | ------------------------------------------- | ----------- | ------------------------------------------------------------------------------------------- | ----------------------- | --- | -------------- |
| Zirbel                                    | Gereon Krebber                              | 2018        | Rathausmarkt 3                                                                              | 51,25784° N, 6,39122° O | Es handelt sich bei der Skulptur um eine abstrakte Form ohne an einen existierenden Gegenstand zu erinnern. Sie ist aus Bronze. Die Skulptur ist Bestandteil der Skulpturensammlung Viersen.                                                      | Weitere Bilder |
| Monument                                  | Erwin Heerich                               | 1989        | Rathauspark 1                                                                               | 51,25795° N, 6,39125° O | Die 4,80 hohe Skulptur ist aus vier gleich großen Blöcken aus Basaltlava zusammengesetzt. Sie wiegt 20 Tonnen Die Skulptur ist Bestandteil der Skulpturensammlung Viersen.                                                                        | Weitere Bilder |
| Vogeltränke                               | Erwin Heerich                               | 1992        | Rathauspark 1                                                                               | 51,25786° N, 6,39143° O | Vogeltränke aus Basaltlava Die Skulptur ist Bestandteil der Skulpturensammlung Viersen. | Weitere Bilder |
| Optimus II                                | Günter Haese                                | 2007        | Rathauspark                                                                                 | 51,25796° N, 6,39169° O | Filigranes räumlich-plastisches Gebilde aus Messing, Edelstahl und Phosphorbronze Die Skulptur ist Bestandteil der Skulpturensammlung Viersen. | Weitere Bilder |
| China Daily - Services top task for Games | Wang Du                                     | 2010        | Städtische Galerie im Park                                                                  | 51,25811° N, 6,3917° O  | Bronzeplastik einer zusammengeknüllten Seite der chinesischen Zeitung China Daily. Die Skulptur ist Bestandteil der Skulpturensammlung Viersen.                                                                                                   | Weitere Bilder |
| Steinbänke                                | Erwin Heerich                               | 1992        | Rathauspark 1                                                                               | 51,25821° N, 6,39137° O | Drei Bänke stehen im Park der Städtischen Galerie Viersen. Sie sind eine Mischung aus Skulptur und Gebrauchsgegenstand. Die Skulptur ist Bestandteil der Skulpturensammlung Viersen.                                                              | Weitere Bilder |
| Chaosmos                                  | Roberto Matta                               | 2002        | Städtische Galerie im Park                                                                  | 51,25836° N, 6,39139° O | 1,80 hoche Bronzeskulptur. Der Name setzt sich aus Chaos und Kosmos zusammen. Die Skulptur ist Bestandteil der Skulpturensammlung Viersen. | Weitere Bilder |
| Position im Schwerpunkt                   | Wolfgang Nestler                            | 1998        | Städtische Galerie im Park                                                                  | 51,25834° N, 6,39125° O | Die Skulptur aus Cortel-Stahl besteht aus einer Bodenplatte und zwei senkrecht auf ihr stehenden Scheiben, die aus einer Elliposenform geschnitten wurden. Die Skulptur ist Bestandteil der Skulpturensammlung Viersen.                           | Weitere Bilder |
| Wirbelsäule - the articulated column      | Anthony Cragg                               | 1996        | Rathausmarkt / Kreishaus am Fuße der Treppe                                                 | 51,25836° N, 6,39093° O | Die Bronzeskulptur hat eine Mittelachse mit übereinander gestapelten kreisförmigen Körpern. Die Skulptur ist Bestandteil der Skulpturensammlung Viersen.                                                                                          | Weitere Bilder |
| Ohne Titel                                | Heinz Mack                                  |             | Busbahnhof / Rathausmarkt                                                                   | 51,25798° N, 6,39055° O | Lüftungsturm des Parkhauses Rathausmarkt in Viersen. | Weitere Bilder |
| Frau mit Armen                            | Georg Ettl                                  | 2004        | Seitlicher Vorplatz des Stadthauses                                                         | 51,25843° N, 6,39066° O | Scherenschnittartige Frau steht auf Tisch. Skulptur ist aus Corten-Stahl. Maße: Höhe: 730 cm, Tiefe: 160 cm, Breite: 160 cm Materialstärken: 100 mm (Tisch), 80 mm (Figur)                                                                        | Weitere Bilder |
| Antenne Viersen                           | Maik und Dirk Löbbert                       | 2018        | Kreishaus                                                                                   | 51,25857° N, 6,39089° O | Irritierende Verlängerung des Treppengeländers führt antenneartig in die Höhe. | Weitere Bilder |
| Kaspar                                    | Karl Horst Hödicke                          | 1989        | Seitlich vor dem Haupteingang des Kreishauses des Kreises Viersen                           | 51,25861° N, 6,39185° O | Die Bronzeskulptur besteht aus zwei Teilen und zeigt einen kubischen Sockel mit kugelförmigem Bauch und wurstförmigen Beinen. Maße: Höhe: 225 cm, Tiefe: 80 cm, Breite: 120 cm Die Skulptur ist Bestandteil der Skulpturensammlung Viersen.       | Weitere Bilder |
| Figur                                     | David D. Lauer                              | 1989        | Terrasse vor dem „Forum“, dem gemeinsamen Sitzungsgebäude der Stadt und des Kreises Viersen | 51,2587° N, 6,3909° O   | David Lauers Plastik besteht aus einem Bronzekörper mit gelb-grüner Patina und einem zylindrischen Sockelpodest aus Basaltlava. Maße: Höhe: 182 cm, Tiefe: 64 cm, Breite: 56 cm Die Skulptur ist Bestandteil der Skulpturensammlung Viersen.      | Weitere Bilder |
| Metallbänke                               | Erwin Heerich                               | 1995        | Diergardtplatz                                                                              | 51,25891° N, 6,39146° O | Zwei Bänke stehen auf dem Diergardtplatz in Viersen. Sie sind eine Mischung aus Skulptur und Gebrauchsgegenstand. Stahl, Eichenholz. Maße: Höhe: 48 cm, Tiefe: 45 cm, Breite: 105 cm Die Skulptur ist Bestandteil der Skulpturensammlung Viersen. | Weitere Bilder |
| New Star                                  | Mark di Suvero                              | 1992        | Diergardtplatz                                                                              | 51,25895° N, 6,39163° O | Rote Stahlskulptur des Künstlers Mark di Suvero. Die Skulptur ist Bestandteil der Skulpturensammlung Viersen. | Weitere Bilder |
| Stairs and Stripes                        | Justyna Janetzek                            | 2019        | Wiese hinter Kreishaus                                                                      | 51,25913° N, 6,39079° O | Filigrane großformatige Stahlskulptur auf dem Wiesenhang. Sie greift die Feuertreppen am Kreishaus auf. Die Skulptur wurde im Rahmen der Ausstellung „Future Memories“ installiert                                                                | Weitere Bilder |
| Große Stehende                            | Maria Lehnen                                | 2007        | Vor Stadtbibliothek                                                                         | 51,25877° N, 6,38976° O | Bronzeskulptur von Maria Lehnen vor der Stadtbibliothek. Maße: Höhe: 235 cm, Breite: 35 cm Die Skulptur ist Bestandteil der Skulpturensammlung Viersen.                                                                                           | Weitere Bilder |
| Drei Schafe                               | Franz Maas                                  | 1990        | Grünfläche                                                                                  | 51,26058° N, 6,38789° O | Höhe: 80 cm, Tiefe: 100 cm, Breite: 40 cm 2. / 3. Schaf: 80 x 40 x 100 und 40 x 45 x 100 | Kein Foto      |
| Ohne Titel (Göddertz)                     | Wolfgang Göddertz                           | 2016        | Fassade Deutsche Bank                                                                       | 51,25921° N, 6,38728° O | Höhe: 850 cm, Tiefe: 45 cm, Breite: 290 cm Am neuen Standort gekürzt | Kein Foto      |
| Insektenbrunnen                           | Bonifatius Stirnberg                        | 1985        | Hauptstraße 55                                                                              | 51,25695° N, 6,3891° O  | Höhe: 230 cm, Tiefe: 80 cm, Breite: 80 cm | Weitere Bilder |
| Jüngling                                  | Max Brüll                                   | Unbekannt   | Königsallee 14                                                                              | 51,25697° N, 6,39356° O | Bronzeskulptur |                |
| Ehrenmal, Opfer des Faschismus in Viersen | Zoltan Szekessy                             | 1957        | .                                                                                           | 51,25628° N, 6,39113° O | Bronze, 180 cm, Skulptur zur Erinnerung an die Opfer des Faschismus. |                |
| Wächter der Kinder                        | Anatol                                      | 2003 / 2004 | Casinogarten                                                                                | 51,25617° N, 6,3924° O  | Skulptur aus 9 Figuren, Cor-Ten Stahl geschweißt, Granit, 210 cm x 50 cm x 50 cm; Skulpturengruppe Durchmesser: 750 cm |                |
| Bulle und Bär                             | Norbert Marten                              | 2001        | Sparkassenvorplatz (südlicher Eingang der Fußgängerzone), Viersen                           | 51,25534° N, 6,39067° O | Skulptur eines Bullen und eines Bären. Symbolisiert den Aktienmarkt. Bronze |                |
| Wasserstele                               | Hermann Goepfert & Johannes Peter Hölzinger | 1971        |                                                                                             | 51,25535° N, 6,39104° O | Skulptur in Form einer Wassersäule. 1000 cm |                |
| Jakob kämpft mit dem Engel                | Bonifatius Stirnberg                        | 1993        | Vorplatz der evangelischen Kirche                                                           | 51,25386° N, 6,39261° O | Brunnenplastik, die den biblischen Kampf Jakobs mit dem Engel darstellt. Bronzeguss auf Bronze-Tonnensockel, Pflasterkreis mit Wasserabläufen, 250 cm hoch, 200 cm breit                                                                          | Weitere Bilder |
| Große Harfe                               | Will Brüll                                  | 2002        | Vorplatz zur Kreismusikschule                                                               | 51,25331° N, 6,39105° O | Geschweißte Edelstahlskulptur auf Sockel |                |
| Flötenspielerin                           | Will Brüll                                  | 1998        | Kreismusikschule                                                                            | 51,25328° N, 6,3912° O  | Betongussplastik mit farbigen Mosaiksteinen | Kein Foto      |
| Bremer Stadtmusikanten                    | Laurens Goossens                            | 1960        | Remigiusschule, Nordgiebel der Turnhalle an der Heinrich-Heine-Straße                       | 51,25431° N, 6,38618° O | Skulptur aus Band- und Rundeisen mit farbig bemalten Formflächen aus Eisenblech | Kein Foto      |
| Amphitheater                              | Georg Ettl                                  | 1980        | Gymnasium an der Löh                                                                        | 51,25712° N, 6,38024° O | Betonskulptur | Kein Foto      |

## Dülken
| Titel                    | Künstler     | Aufstellung | Standort           | Koordinaten             | Beschreibung                    | Bild           |
| ------------------------ | ------------ | ----------- | ------------------ | ----------------------- | ------------------------------- | -------------- |
| Die vier Winde           | Kurt Sandweg | 2000        | Alter Markt Dülken | 51,25135° N, 6,33475° O | Brunnen mit vier Bronzefiguren. | Weitere Bilder |
| Der Lahme und der Blinde | Uwe Meints   |             | Dülken             | 51,25067° N, 6,33407° O |                                 | Kein Foto      |

## Süchteln
| Titel               | Künstler             | Aufstellung | Standort                                                      | Koordinaten             | Beschreibung                                                   | Bild           |
| ------------------- | -------------------- | ----------- | ------------------------------------------------------------- | ----------------------- | -------------------------------------------------------------- | -------------- |
| Figurengruppe       | Christel Lechner     | 2004        | Stadtgarten Süchteln                                          | 51,28964° N, 6,36612° O | Figurengruppe aus Beton                                        | Weitere Bilder |
| Bürger im Gespräch  | Karl-Henning Seemann | 1980        | Hochstraße vor St. Clemens Kirche                             | 51,28572° N, 6,37072° O | Zwei lebensgroße Männer aus Bronze im Gespräch.                | Weitere Bilder |
| Brunnenskulptur     | Erwin Heerich        | 2000        | Bergstraße 54, vor Altenheim Irmgardisstift Süchteln          | 51,28363° N, 6,36668° O | Brunnen                                                        | Kein Foto      |
| Durchbrochene Säule | Christoph Krane      | unbekannt   | Am Schluff 20, Viersen                                        | 51,27104° N, 6,3908° O  | Skulptur im Privatbesitz                                       | Kein Foto      |
| Knabe auf der Mauer | Bruno Unkhoff        | 1963        | Mauer der Schulhofbegrenzung der St. Notburga-Schule, Viersen | 51,26657° N, 6,38824° O | Reduzierte etwa lebensgroße Bronzefigur auf einem Mauersegment | Kein Foto      |